# Celestus rozellae
Espèce
Synonymes
- Diploglossus rozellae Smith, 1942

Statut de conservation UICN

 LC  : Préoccupation mineure
Celestus rozellae est une espèce de sauriens de la famille des Diploglossidae.

## Répartition
Cette espèce se rencontre au Yucatán au Mexique, au Belize et au Guatemala.
Sa présence au Honduras est incertaine.

## Étymologie
Cette espèce est nommée en l'honneur de Rozella Smith.

## Publication originale
- Smith, 1942 : Mexican herpetological miscellany. Proceedings of the United States National Museum, vol. 92, p. 349-395 (texte intégral).